# 丸本酒造
丸本酒造（まるもとしゅぞう、英文社名：MARUMOTO Sake BREWERY CO.,LTD. ）は、岡山県浅口市鴨方町に本社を置く1867年（慶応3年）創業の酒蔵である。

## 沿革
- 1831年（天保 2年） - 丸本嘉之松（初代当主）生まれる。
- 1857年（安政 4年） - 児島稗田で酒造業の経営に参加。
- 1867年（慶応 3年） - 酒造業を創業。創業時の屋号は「清水屋」（名水から名付けたと言われる）
- 1914年（大正 3年） - 台湾に支店「吉備商会」を設立（二代目当主・丸本藤松）
- 1922年（大正11年） - 丸本市松が三代目当主に就く。
- 1932年（昭和 7年） - 西貯蔵庫新築時に井戸を掘ったところ、多量の良質な勇水を得る（西貯蔵庫新築時に井戸を掘削）
  - この水は1962年（昭和37年）の第17回岡山国体のおり、昭和天皇・皇后の茶にも供せられた。
- 1952年（昭和27年） - 10月1日、有限会社丸本酒造本店を設立。
- 1963年（昭和38年） - 四代目当主・丸本皓三郎、瓶詰工場を新築（1日に1升瓶1万本以上の瓶詰め可能）、醸造用機械設備を大幅刷新。貯蔵庫、蔵人宿舎新築。
- 1970年（昭和45年） - 4月1日、丸本酒造株式会社に組織変更。東京都港区に東京支店を開設。
- 1977年（昭和52年） - 旧1級酒を本醸造に統一。
- 1982年（昭和57年） - 岡山県杜氏自醸清酒品評会で、『賀茂緑』が30年連続して優等賞を受賞。杜氏が『大名人賞』を受賞。
  - 西貯底庫に冷房設備を設置。
- 1986年（昭和61年） - 吟醸酒・生酒の貯蔵用冷蔵庫を新設。
- 1987年（昭和62年） - 山田錦の自家栽培を開始。
- 1988年（昭和63年） - 大吟醸『竹林』を発売。
  - 醸造用糖類の無添加を開始（添加物のない純米酒の生産拡大）
- 1989年（平成元年） - 精米機、蒸機、瓶詰ラインを一新。
- 1991年（平成 3年） - 蔵元直送商品『今朝しぼり』販売を開始。
- 1992年（平成 4年） - 生酒など低温度管理商品の配送のため保冷車を導入。
- 1995年（平成 7年） - 電子水を全商品の仕込みに使用開始。
- 2001年（平成13年） - リキュール免許・雑酒試験免許取得。
- 2002年（平成14年） - 東京支店を閉鎖。
- 2003年（平成15年） - 12月1日、店、蔵等の建物11件が岡山県の酒蔵としては初めて、登録有形文化財（第33-0066-0076号）に登録される。[1][2][3][4][5][6][7][8][9][10][11]
  - 11月28日、鴨方町が「酒米栽培振興特区」の認定を受ける。
- 2007年（平成19年） - 有機JAS認定。
- 2009年（平成21年）2月10日 - 有機加工食品生産工程管理者有機認定・有機農産物生産工程管理者有機認定。
  - 2月27日 - 米国統一オーガニック基準 NOP（National OrganicProgram ）認証を取得。
  - 12月 - 欧州のオーガニック基準 EC Regulationを日本国内で初めて日本酒として取得。

## 銘柄
- 『純米大吟醸 清水屋』
- 『かもみどり』
- 『竹林』（山田錦・竹林寺山の伏流水を使用）
- 『泡々酒』（発泡清酒）
- 『農産酒蔵』（有機酒）
- 『白桃妃』（リキュール）
- 『熟成もも和りきゅーる』